# Max Hiller
Julius Wilhelm Max Hiller, auch einfach nur als Max Hiller oder Max W. Hiller geführt (* 8. Dezember 1889 in Berlin; † 17. Dezember 1948 in Berlin-Wilmersdorf), war ein deutscher Theater- und Filmschauspieler.

## Leben
Hiller begann seine Theaterlaufbahn in der Spielzeit 1910/11 am Stadttheater in Koblenz und spielte zunächst, in den verbleibenden Jahren bis zum Ausbruch des Ersten Weltkriegs, auch weiterhin in der deutschen Provinz (in Sondershausen). Während des Krieges war Hiller bereits in Berlin ansässig, wo er sowohl zu filmen begann als auch in der frühen Nachkriegszeit an kleinen Spielstätten wie der Sturm-und-Drang-Bühne auftrat. Mehrere Jahre lang fand er kein Festengagement, sodass er zeitweise ganz auf den Film auswich. Infolge der Machtergreifung 1933 bekam Hiller nun auch wieder mehrere Angebote von der Bühne, so spielte er im ersten Jahr 1933 an der Komischen Oper Berlin und später am (nationalsozialistisch geprägten) Theater des Volkes. Während des Zweiten Weltkriegs gehörte Hiller zeitweise einer Gastspieldirektion an und ging auf Wehrmachtsbetreuungstourneen.
Beim Film machte Max Hiller 1924 mit der Rolle von Maly Delschafts Bräutigam in F. W. Murnaus Stummfilmklassiker Der letzte Mann schlagartig von sich reden, doch konnte er anschließend nie mehr wieder mit einer weiteren Rolle oder einem anderen Film an diesen überwältigenden Kritikererfolg anschließen. Im Lauf der Jahre wurden Hillers Leinwandauftritte immer kleiner und besaßen zuletzt nur noch Miniaturformat, wobei er gleich mehrere Filme mit den Regisseuren Karl Ritter, Paul Martin und Detlef Sierck drehte. Oft sah man ihn als namenlose Charge wie als Standesbeamter, Gerichtsschreiber, Zuschauer, Ober, Gendarm, Soldat, Bauer, Abgeordneter, Brautwerber oder wie in seinem letzten Film, der erst über zwei Jahre nach Hillers Tod in die Kinos gelangte, als Werkmeister. In Hillers letzten Lebensjahren ermöglichte eine Tätigkeit als Kunstmaler und Bildhauer sein wirtschaftliches Überleben.
Hiller war seit 1921 verheiratet.  Der Künstler verstarb an Herzmuskelschwäche, Dekompensation und Lungenödemen.

## Filmografie
- 1917: Rasputin
- 1924: Der letzte Mann
- 1925: Liebesfeuer
- 1926: Das süße Mädel
- 1930: Die letzte Kompagnie
- 1933: Viktor und Viktoria
- 1934: Der Fall Brenken
- 1934: Ein Mann will nach Deutschland
- 1934: Jungfrau gegen Mönch
- 1935: Warum lügt Fräulein Käthe?
- 1935: Postlagernd XYZ (Kurzfilm)
- 1936: Boccaccio
- 1936: Glückskinder
- 1936: Wenn wir alle Engel wären
- 1937: Sieben Ohrfeigen
- 1937: Zu neuen Ufern
- 1937: Unternehmen Michael
- 1937: La Habanera
- 1937: Urlaub auf Ehrenwort
- 1938: Fortsetzung folgt
- 1938: Capriccio
- 1938: Nanon
- 1938: Der Blaufuchs
- 1938: Pour le Mérite
- 1939: Die Hochzeitsreise
- 1939: Frau am Steuer
- 1940: Das Herz der Königin
- 1941: Frau Luna
- 1943: Ein schöner Tag
- 1943: Familie Buchholz
- 1944/51: Zwischen Herz und Gewissen
- 1945: Die Jahre vergehen